# Noah Seitz
Noah Seitz (* in Corvallis/Oregon) ist ein US-amerikanischer Cellist und Musikpädagoge.
Seitz hatte ersten Cellounterricht bei Sylvie Spengler und Nancy Sowdon. Er studierte an der University of Northern Texas und an der University of Missouri–Kansas City bei Carter Enyeart, wo er 2001 seinen Bachelor absolvierte. An der University of Oregon war er Student von Steve Pologe, unterrichtete als Assistent und gewann 2003 den Konzertwettbewerb der Musikschule mit einer Aufführung von Ernest Blochs Schelomo. Außerdem besuchte er Meisterklassen von Jeffrey Solo, Steven Isserlis und Zara Nelsova, des Tang, Ying, Emerson und St. Lawrence Quartets. Seit 2003 lebt er mit seiner Frau, der Pianistin Sara Greenleaf, in Keizer/Oregon, wo er mit ihr die Keizer Academy of Music and Arts gründete. Außerdem unterrichtet er Kammermusik an der Pacific University, deren Orchester er angehört, und gab zwei Jahre lang Kammermusik-Workshops an der Oregon State University.
Als Solist trat Seitz mit den Oregon Mozart Players, der Eugene Symphony und anderen Ensembles in Oregon, bei den Camerata Musica Chamber Music Series in Salem und beim Chintimini Chamber Music Festival in Corvallis auf. Mit der Willamette Valley Symphony und der Geigerin Jessica Lambert spielte er Johannes Brahms’ Konzert für Violine und Cello.